# Typhlopsychrosoma fadriquei
Typhlopsychrosoma fadriquei es una especie de miriápodo cordeumátido cavernícola de la familia Vandeleumatidae, endémica del norte de la España peninsular; se conoce de las cuevas de Asturias.